# エオエナンティオルニス
エオエナンティオルニス(学名 Eoenantiornis 「夜明けのエナンティオルニス」の意味)は、前期白亜紀1億2460万年前に生息していたエナンティオルニス類の鳥群の属。エオエナンティオルニスは、中国遼寧省の義県層で発見された単一の化石標本から知られている。
1999年に、模式種が侯連海、ラリー・マーティン、周忠和、アラン・フェドゥーシアによって命名および記載された。属名は、ギリシア語のἠώς（èos：夜明け）とエナンティオルニスを組合せたもので、この属がエナンティオルニス属のより基底的な位置にいると推測されたことを反映している。種小名はドイツの古鳥類学者、パウル・ビューラーに敬意を表して付けられた。

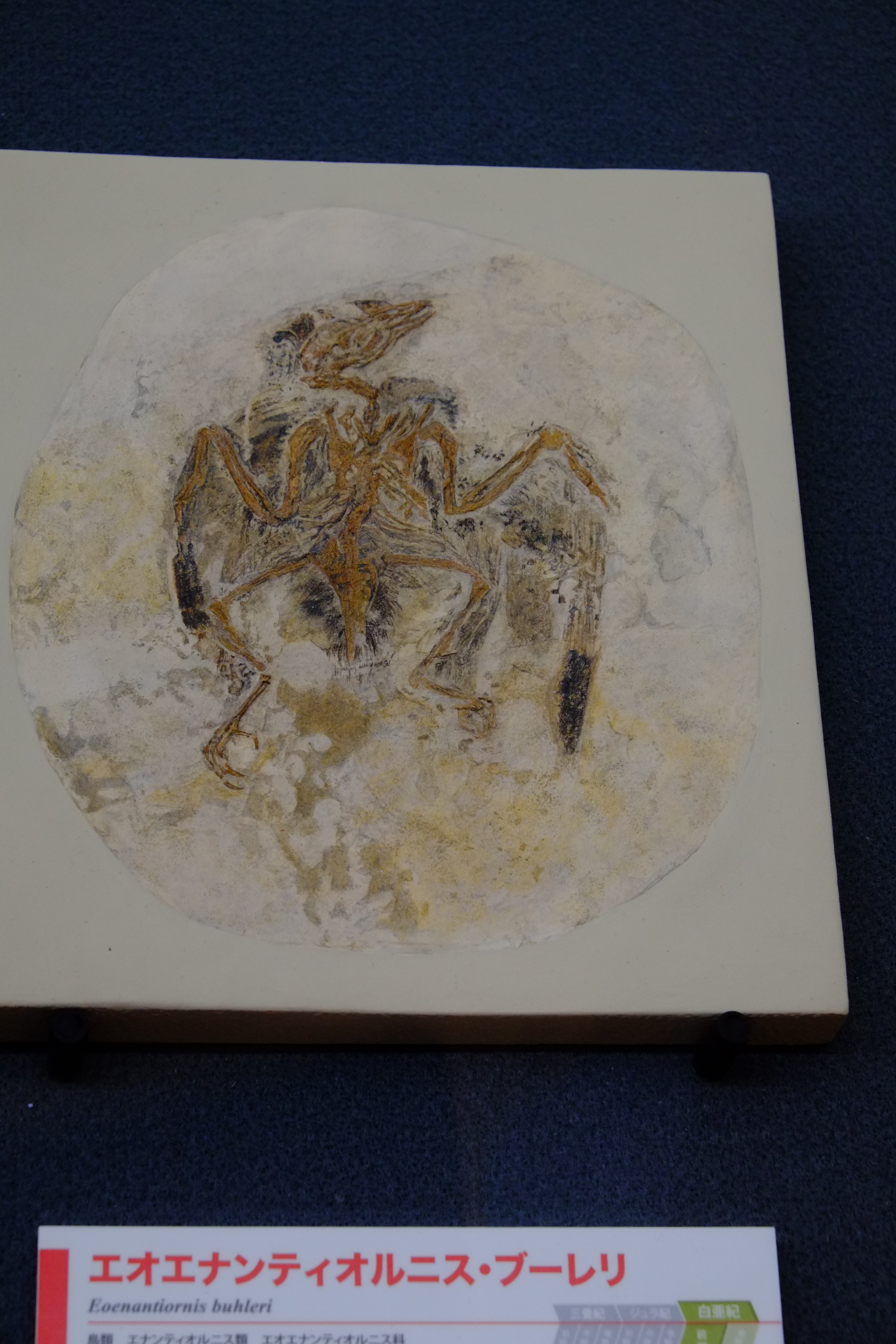
エオエナンティオルニスの標本

ホロタイプIVPP V11537は、遼寧省のHeitizigouで、アプチアン期の下部義県層で発見された。化石は石板上で圧縮された頭蓋骨をそなえたほぼ完全で関節のつながった骨格で構成されており、羽毛の生えた外皮の大部分が保存されている。完全に成長しきっていない亜成体だった。
2005年にエオエナンティオルニスは完全な再記載を行われた。
元々この種は、科としての「エオエナンティオルニス科」さらには目としての「エオエナンティオルニス目」に分類されていた。2005年の再記載ではこれらの考え方は放棄され、その分類上の位置はクレードとしてのエナンティオルニス類とされた。これは既知のエナンティオルニス類に属する中で最も古い物の一つである。